# Paulo Autran
Paulo Paquet Autran (Río de Janeiro, 7 de septiembre de 1922-São Paulo, 12 de octubre de 2007) fue un actor brasileño de teatro, cine y televisión.

## Biografía
Paulo Autran se mudó muy pequeño a São Paulo, donde pasó la mayor parte de su vida. Allí estudió en el colegio marista para, posteriormente, estudiar Derecho en la Universidad de la capital debido a la influencia de su padre (que trabajaba para la policía) y con la idea de ser diplomático.
Al principio de trabajar como abogado, participó en algunas obras de teatro amateurs hasta que fue invitado a trabajar profesionalmente en la obra Un deus dormiu lá em casa de Guilheme Figueiredo con dirección de José Silveira Sampaio en compañía de su amiga Tônia Carrero, en un montaje del Teatro Brasileño de Comedia (TBC). La obra se estrenó el 13 de diciembre de 1949 en Teatro Copacabana de Río de Janeiro y fue un gran éxito que le granjeó algunos premios. Posteriormente, esta obra sería montada por la Compañía Tônia-Celi-Autran (CTCA) con dirección de Adolfo Celi en 1956.
Tras su primer éxito comercial, Autran decidió dejar la abogacía y pasó a dedicarse exclusivamente a la carrera artística, dándole prioridad al teatro. No obstante, también realizó algunas películas y telenovelas, aunque fue más prolífico sobre las tablas al punto de ser conocido como «El señor de los escenarios» (O senhor dos palcos). Sin embargo, también tuvo recordadas actuaciones en la televisión y el cine, especialmente su participación en Tierra en transe de Glauber Rocha. A lo largo de su carrera trabajó con diferentes directores teatrales como Adolfo Celi, Zbigniew Ziembiński e Flávio Rangel.
En la televisión destacó en Guerra dos sexos donde daba la réplica a Fernanda Montenegro y en Pai herói donde dio vida al carismático villano Bruno Baldaraci. En los últimos años solo hizo apariciones especiales, principalmente en miniseries, la última en 2004 Um só coração. Su último personaje en el cine fue en la película El pasado de Héctor Babenco. 
En 2006 estrenó el que sería su 90.º espectáculo, la obra El avaro de Molière en el Teatro Cultura Artística. Esa obra tuvo que suspenderse debido a sus problemas de salud.
Un año antes de su muerte, Paulo Autran estuvo hospitalizado en diversas ocasiones, debido a un cáncer de pulmón. El tratamiento de radioterapia y quimioterapia no le impidió seguir actuando en El avaro. Falleció con 85 años, tras sufrir un enfisema pulmonar y por complicaciones derivadas del cáncer. Estaba casado con la actriz Karin Rodrigues desde 1999.
El 15 de julio de 2011, la ley 12.449 lo declaró «patrón del teatro brasileño».